# 강진 (가수)
강진(본명: 강옥원, 1955년 3월 3일 ~ )은 대한민국의 가수이다.
1975년 언더그라운드 라이브 클럽에서 음악 가수 첫 데뷔하였으며 이후 1986년 《이별의 신호등》이라는 곡으로 정식 트로트 가수 데뷔하였다.15년의 무명을 거쳐서 톱스타로 발 돋움했다.
주요 노래로는 "삼각관계", "땡벌", "화장을 지우는 여자", "막걸리 한잔", "연하의 남자" 등이 있다. 특히 "막걸리 한잔"은 영탁의 노래로 아는 사람들이 많지만, 사실 강진의 노래다.

## 방송
- 2006년, 2007년, 2008년 KBS1  《가족오락관》
- 2010년 KBS1  《TV는 사랑을 싣고》
- 2020년 TV조선  《신청곡을 불러드립니다 - 사랑의 콜센타》

## 수상
- 2007년 제15회 한국인기연예대상 전통가수상
- 2008년 제16회 대한민국 문화연예대상 성인가요 10대 가수상
- 2010년 제16회 대한민국 연예예술상 연예발전공로 우정상
- 2010년 제18회 대한민국 문화연예대상 성인가요 10대 가수상
- 2011년 제19회 대한민국 문화연예대상 가요부문 성인가요 대상
- 2012년 제12회 대한민국 전통가요대상 남자 7대가수상
- 2013년 한일문화대상
- 2020년 제6회 대한민국 예술문화 스타대상' 예술문화스타 대상 수상
- 2021년 제7회 대한민국 예술문화 스타대상' 예술문화스타 대상 수상

### 가요 프로그램 1위
| 연도   | 수상 내역                              |
| ------ | -------------------------------------- |
| 2007년 | - 땡벌 - 9월 21일 KBS 《뮤직뱅크》 1위 |

## 음반
- 1989년 8월 1일 이별의 신호등,중년부인
- 1994년 1월 1일 남자는 영웅 / 삼각관계
- 2000년 3월 1일 Melodiois
- 2004년 12월 1일 화장을 지우는 여자
- 2009년 6월 10일 누나야
- 2010년 5월 7일 고장난 벽시계
- 2015년 5월 13일 Special Hit Song CD1, CD2
- 2015년 5월 27일 10집 달도 밝은데
- 2015년 11월 5일 디스코 메들리 Golden CD1, CD2
- 2017년 6월 9일 11집 공짜
- 2018년 6월 11일 한맺힌 선하나 (Single)
- 2018년 7월 11일 LA 나그네 (Single)
- 2019년 1월 15일 12집 막걸리 한잔
- 2019년 9월 2일 13집 족두리봉
- 2021년 5월 3일 마부 (Single)
- 2021년 11월 23일 14집 뻔할뻔자/옛말에/인생무대
- 2022년 4월 6일 아내는 지금